# Marcelliano (dux Valeriae)
Marcelliano (latino: Marcellianus; fl. 374) è stato un militare romano di età imperiale.

## Biografia
Marcelliano era il figlio dell'influente prefetto del pretorio delle Gallie Massimino.
L'imperatore Valentiniano I aveva ordinato la costruzione di una fortezza nel territorio dei Quadi per tenere sotto controllo i barbari. Il magister militum Equizio aveva iniziato la costruzione, per poi interromperla quando i Quadi protestarono. Massimino approfittò dell'occasione per accusare Equizio di ritardare la costruzione della fortezza, ottenendo di far nominare il proprio figlio Marcelliano dux Valeriae (374).
Marcelliano provvide subito a far ripartire i lavori di costruzione della fortezza. Poi invitò a banchetto il re dei Quadi, Gabinio, e lo fece assassinare. Questa morte causò la rivolta dei Quadi, che devastarono la provincia e furono debellati solo dall'intervento del dux Moesiae, il futuro imperatore Teodosio I.